# Ichthyophis husaini
Ichthyophis husaini là một loài ếch giun thuộc chi Ichthyophis, Họ Ếch giun. Loài này sinh sống ở Ấn Độ.